# Benais
Benais är en kommun i departementet Indre-et-Loire i regionen Centre-Val de Loire i de centrala delarna av Frankrike. Kommunen ligger i kantonen Bourgueil som tillhör arrondissementet Chinon. År 2022 hade Benais 948 invånare.

## Befolkningsutveckling
Antalet invånare i kommunen Benais
Referens:INSEE